# Ursus arctos crowtheri
Ursus arctos crowtheri (атласький ведмідь) — вимерлий підвид бурого ведмедя, іноді вважається окремим видом.
Його ареал охоплював Атлаські гори і прилеглі регіони від Марокко до Лівії. Тисячі Атлаських ведмедів були вбиті як трофеї, також їх вбивали на різних спортивних змаганнях. Остання відома особина атласького ведмедя була, ймовірно, убита мисливцями в 1870-х роках у горах північного Марокко, хоча повідомлення про існування Атлаських ведмедів з'являються досі.
Атласький ведмідь був темно-коричневого забарвлення, іноді з білою плямою на морді. Шерсть на нижній стороні тіла була червоною. Вовна була завдовжки 10-12 см. Морда і пазурі були коротші, ніж у барибала, хоча атласький ведмідь відрізнявся міцнішою і масивнішою статурою. Імовірно, основу його раціону складали коріння, жолуді та горіхи.
Оскільки за викопними залишками відомо про існування ведмедів у нині пустельних районах Сахари, предки Атлаських ведмедів, можливо, були широко поширені в північній і східній Африці в доісторичні часи. Вважається єдиним корінним ведмедем Африки.

## Генетика
Дослідження мітохондріальної ДНК кісток U. a. crowtheri віком від 10 000 до 800 років до теперішнього часу показало, що зразки належали до двох різних клад, одну з яких найменували «Клада V», не відрізнилася від бурих ведмедів, знайдених на Піренейському півострові, тоді як інша «Клада VI» сильно відрізняється від усіх інших бурих ведмедів, або тісно пов'язана з білим ведмедями та бурими ведмедями Аляски, або поза групою, що містить усі інші мітохондріальні лінії бурого ведмедя.

Ймовірно, що U. a. crowtheri не мають тісного зв'язку з популяціями бурих ведмедів Близького Сходу, попри географічну близькість, що свідчить про те, що колонізація Африки бурими ведмедями була подією значної давнини. Можливо, деякі U. a. crowtheri схрещувалися з «дикими» ведмедями, завезеними до Північної Африки римлянами.